# Stylogyne orinocensis
Stylogyne orinocensis (Kunth) Mez – gatunek roślin z rodziny pierwiosnkowatych (Primulaceae). Występuje naturalnie w Kolumbii, Wenezueli, Gujanie, Surinamie, Gujanie Francuskiej, Ekwadorze, Peru, Boliwii oraz Brazylii (w stanach Acre, Amazonas, Amapá, Pará, Rondônia i Roraima). 

## Morfologia
PokrójZimozielony krzew.
LiścieBlaszka liściowa jest skórzasta i ma eliptyczny lub eliptycznie lancetowaty kształt. Mierzy 20 cm długości oraz 7 cm szerokości, jest całobrzega, ma ostrokątną nasadę i wierzchołek od ostrego do spiczastego. Ogonek liściowy jest nagi i ma 7 mm długości.
KwiatyZebrane w wierzchotkach przypominających baldachogrona, wyrastają z kątów pędów. Mają 5 działek kielicha o owalnym kształcie. Płatków jest 5, są owalne.